# Баргузин (БЖРК)
«Баргузин» — проектировавшийся железнодорожный мобильный комплекс ракетного вооружения (БЖРК) для Ракетных войск стратегического назначения России.
О завершении разработки заявлено в декабре 2017 года.
Основой БЖРК стала ракета «Ярс». БЖРК имеет преимущество перед грунтовыми пусковыми установками «Ярс» благодаря большей скрытности и маскировке, так как грунтовые установки могут быть обнаружены разведывательными системами, в то время как БЖРК фактически неотличим от обычного грузового поезда даже с расстояния нескольких метров. 
Кроме этого, международный договор СНВ-3 (который не запрещает создание данного типа вооружения) ограничивает районы базирования грунтовых комплексов, в то время как БЖРК может перемещаться по всей стране и на расстояние до 1000 км за сутки.
Также постоянное перемещение БЖРК по железной дороге обходится дешевле работы грунтового автомобильного комплекса.

## История
5 сентября 2009 года заместитель командующего РВСН генерал-лейтенант Владимир Гагарин заявил, что РВСН не исключают возможности возобновления использования боевых железнодорожных ракетных комплексов.
В декабре 2011 года командующий РВСН генерал-лейтенант Сергей Каракаев заявил о возможном возрождении в российской армии комплексов БЖРК.
Опытно-конструкторские работы по созданию боевого железнодорожного ракетного комплекса «Баргузин» были начаты Московским институтом теплотехники (МИТ, разработчик ракет «Булава», «Тополь» и «Ярс») в 2012 году. Создание комплекса явилось развитием концепции комплекса РТ-23 УТТХ с решением проблемы чрезмерного давления на железнодорожное полотно, что требовало его усиления и ограничивало реальную мобильность и скрытность комплекса.
23 апреля 2013 года заместитель министра обороны Ю. Борисов заявил о возобновлении МИТ опытно-конструкторских работ по созданию железнодорожных ракетных комплексов нового поколения.
В декабре 2013 года в прессе появилась информация о возрождении в России комплексов БЖРК на новой технологической основе в качестве ответной меры на программу «Мгновенного глобального удара США» — МИТ в начале 2014 года должен завершить работу над эскизным проектом БЖРК и новый комплекс БЖРК, названый в честь сибирской реки «Баргузин», должен быть оснащён МБР с разделяющейся головной частью, созданной на базе «Ярса», будет замаскирован под стандартный вагон-рефрижератор, длина которого составляет 24 метра при длине ракеты 22,5 метра.
До конца 2014 года было неясно, какая ракета станет основой для проектирования. Обсуждались такие варианты как РС-24 «Ярс» или РС-26 («Рубеж», «Авангард») или же 3М30 «Булава». В декабре 2014 года ТАСС опубликовало информацию, что основой комплекса станет «Ярс».
Предполагалась поставка на вооружение таких ракетных комплексов уже к 2020 году или ранее.
По состоянию на декабрь 2014 года эскизное проектирование уже завершено.
12 мая 2016 года было объявлено о начале создания отдельных элементов БЖРК «Баргузин».
В ноябре 2016 года на космодроме 1 ГИК Плесецк состоялись успешные бросковые испытания ракеты для БЖРК «Баргузин».
В составе одного поезда с ракетным вооружением будут шесть ракет. Поскольку вес ракеты РС-24 составляет 50 тонн, то фактически ракета может перевозиться на базе обычного грузового вагона, имеющего грузоподъёмность 66—68 тонн, без серьёзных проблем с превышением нагрузки на железнодорожное полотно и колёсные пары, как было в комплексе РТ-23 УТТХ. Для тяги будет использоваться один тепловоз (вместо трёх ДМ62 в РТ-23 УТТХ) и возможна произвольная комбинация с различными гражданскими вагонами на манер грузового поезда, что увеличивает скрытность комплекса и удешевляет его эксплуатацию.
22 марта 2018 года ТАСС со ссылкой на источник в МО РФ сообщил, что мобильный ракетный комплекс РС-26 «Рубеж» («Авангард») и БЖРК «Баргузин» исключены из госпрограммы вооружений до 2027 года (ГПВ-27), вместо них в ГПВ-27 включён комплекс шахтного базирования «Авангард» как имеющий более важное значение для обороноспособности страны. Причиной исключения названа невозможность одновременного финансирования вышеназванных программ.
В 2020 году появились сообщения о возможности возобновления финансирования выпуска БЖРК «Баргузин».